# Kathy Fields
Kathy Fields (* 22. Januar 1947 in New York City) ist eine US-amerikanische Fotografin und Schauspielerin.

## Leben
Kathy Fields wuchs als Tochter des Filmproduzenten Freddie Fields und der Schauspielerin Edith Fellows in New York City auf. Nach der Scheidung ihrer Eltern im Jahr 1955 lebte sie fortan bei ihrer Mutter.
Sie wirkte von 1964 bis 1971 als Schauspielerin vor der Kamera in fünf Spielfilmen mit. Danach war sie nicht mehr in der Filmbranche aktiv und betätigte sich hauptberuflich als Fotografin.
Von März 1979 bis zu seinem Tod im Jahr 2020 war sie mit dem Schauspieler David L. Lander verheiratet. Aus der Ehe ging eine Tochter hervor, die Schauspielerin Natalie Lander. Ihr Schwiegersohn ist der Schauspieler Jared Hillman.

## Filmografie
- 1964: Pussycat, Pussycat
- 1965: Tales of a Salesman
- 1966: Mutter ist die Allerbeste (Fernsehserie)
- 1969: Happy End für eine Ehe
- 1971: Johnny zieht in den Krieg